# أيمن الزيود
أيمن الزيود إعلامي ومنتج أردني.

## حياته
ولد في العاصمة الأردنية عمان أنهى دراسته الجامعية من جامعة اليرموك عام 1993، بدأ في مجال الإعلام في سن مبكرة، متزوج من اللبنانية سمر عقروق مديرة التنمية الإقلمية في مجموعة إم بي سي

## مشواره المهني

### في الإذاعة والتلفزيون الأردني
بدأ أيمن عمله كمذيع لنشرة الأخبار باللغة الفرنسية في الإذاعة الأردنية عام 1994 إنتقل بعدها إلى التلفزيون الأردني، إذ قدم مجموعة من البرامج البداية كانت ببرنامج المسابقات عالهوا سوا مع أسيل الخريشا عام 1996 إضافة لبرنامج ساعة شباب مع عروب صبح عام 1997.
ليلة من العمر عام 1998 الذي استضاف فيه كبار نجوم الغناء العربي. وآخرها حوارات اجتماعية عام 1999 .

### إنتقاله إلىمركز تلفزيون الشرق الأوسط
إنتقل أيمن إلى شاشة إم بي سي عام 1999 وقدم برامج عديدة أولها بيبسي ميوزيكا ثم برنامج ميوزكانا مع ناتالي معماري الوصيفة الأولى لملكة جمال لبنان عام 2000 
صاحب فكرة برنامج حروف وألوف الذي قدمه في شهر رمضان عام 2000
قدم برنامج مشاهد مثيرة بين العامين 2001 -2002
عام 2001 اختير من بين عدد كبير من المقدمين لتقديم مهرجان «جائزة الملك عبد الله الثاني للابداع الموسيقي»، بالاشتراك مع زميلته في قناة «ام بي سي» تالين قرش
قدم برنامج الجواب الشافي على قناة العربية وهو أول برنامج صحي على قناة إخبارية عام 2004.
آخر برنامج قدمه كان آدم (برنامج تلفزيوني) مع يوسف الجراح الذي يناقش قضايا الرجل على جميع الأصعدة عام 2005

### عمله كمنتج
- يمتلك شركة كاريرزما للإنتاج Charisma Production[6] قامت بإنتاج باقة من البرامج التلفزيونية المميّزة بالإضافة إلى الأفلام والمسلسلات الدرامية والأغاني المصورّة والإعلانات التلفزيونية إضافة إلى إنتاج البرامج الرقمية عبر تقديم خدمات رائدة على الهواتف النقالة والإنترن
- رأس إدارة تحريرEntertainment Tonight إي تي بالعربي أدهم الزيود شقيق أيمن الزيود وتتولّى زوجة شقيقه الإعلامية الأردنية شروق القاسم الإشراف على المشروع وعرض على إم بي سي فور [7]

### بعض الأعمال التي أنتجها
- إي تي بالعربي(برنامج)
- 100 مسا (برنامج)
- قام بإنتاج عدة برامج لصالح مجموعة قنوات روتانا
- فيلم مناحي عام [2008
- يا هلا (برنامج)
- معالي المواطن (برنامج) [8]
- ترندنغ (برنامج)